# Вега, Амелия
Аме́лия Ве́га Пола́нко (исп. Amelia Vega Polanco; род. 7 ноября 1984, Санто-Доминго, Доминиканская Республика) — доминиканская фотомодель и певица. Первая Мисс Вселенная из Доминиканской Республики, получила титул в 2003 году. В возрасте 18 лет она была самой молодой победительницей с 1994 года.
Её отец, Отто Вега, врач, работает в Нью-Йорке и Майами. Её мать, Патрисия Поланко Альварес, была Мисс Доминиканская республика и представляла Доминиканскую Республику в 1980 году на конкурсе Мисс Мира. Амелия — племянница доминиканского певца и обладателя премии «Грэмми» Хуана Луиса Герры.

## Мисс Вселенная

### Конкурс
После победы в конкурсе «Мисс Доминиканская Республика» Амелия Вега представляла Доминиканскую Республику на конкурсе «Мисс Вселенная 2003», заняв первое место. Она участвовала в карнавальном шествии в городе Панаме 3 июня 2003 года.
Как Мисс Вселенная Вега много путешествовала и работала в международных организациях по борьбе с ВИЧ / СПИДом (включая Global Health Council, Cable Positive, amfAR, Elizabeth Glaser Pediatric AIDS Foundation, и God’s Love We Deliver). Как представительница организации «Мисс Вселенная», она отвечала за работу с международными средствами массовой информации для создания лучшего понимания этой болезни и признания СПИД/ВИЧ эпидемией. Амелия помогала повысить осведомлённость мировой общественности об этой страшной болезни и помочь финансированию организаций, помогающих больным ВИЧ. Среди других представительниц организации «Мисс Вселенная» вместе с ней в 2003 году работали Тами Фаррелл (Юная Мисс США, из Орегона) и Сьюзи Кастильо (Мисс США, из Массачусетса).
Вега является третьей среди победительниц конкурса «Мисс Вселенная», которые также выиграла конкурс национального костюма. Представительница Таиланда Porntip Nakhirunkanok выиграла этот конкурс в 1988 году и в итоге победила в конкурсе «Мисс Вселенная 1988», и Венди Фицвиллиам из Тринидада и Тобаго также получила приз «Лучший национальный костюм» и победила в конкурсе «Мисс Вселенная 1998».

### После Мисс Вселенная
После переезда на квартиру в Нью-Йорке, представленную Дональдом Трампом, которая является частью её общего призового пакета в качестве «Мисс Вселенная», Вега побывала во многих странах мира, в том числе: Германии, Швейцарии, Эквадоре, Канаде, Чили, Китае, Индонезии, Мексике, Пуэрто-Рико, Таиланде, Вьетнаме и в России. Вега вернулась в свою страну, и была удостоена почетной медали в Панамериканских играх 2003, которые состоялись в Санто-Доминго. В том же году Вега организовала «Фестиваль Presidente»(ежегодный фестиваль латинской музыки). Проведённый в рамках фестиваля музыкальный концерт продолжался три дня и с тех пор он проводится раз в два года в Доминиканской Республике.

## Карьера
Вега появилась на обложке нескольких журналов, в своей стране начиная от Mujer Unica и Oh!, до всемирно известных Cosmopolitan, Vanidades, Harper's Bazaar, Glamour, Selecta. Она также была ведущим лицом косметической компания Cover Girl, на протяжении последних 4 лет.
Вега дебютировала как певица вместе со своим дядей Хуаном Луисом Геррой в Мэдисон Сквер Гарден.
После того как год её пребывания в качестве Мисс Вселенная подошёл к концу, Вега начала работать в качестве ведущей реалити-шоу Голос Америки, который также транслировался в сети Telemundo.
Она также принимала участие в «Фестивале Presidente»(ежегодный фестиваль латинской музыки), где приняли участие более 60 000 участников, Позже она вела «Suegras», реалити-шоу транслировавшееся в США и Латинской Америке. Её дебютный фильм вышел в 2005 году, в котором она исполнила роль второго плана (Потерянный город (фильм) режиссёра Энди Гарсиа). Она снялась также в фильме Homie Spumoni, в главных ролях которого снялись Дональд Фэйсон. и Вупи Голдберг, он был выпущен летом 2008 года.
В 2010 году она стала соведущей мексиканского реалити-шоу «Segunda Oportunidad» вместе с чилийским ведущим Рафаэлем Аранедой
Она также снялась в клипе «Mi corazoncito» Доминиканской группы Aventura. Она сыграла роль девушки певца.

## Бизнес
Вега в настоящее время сконцентрирована на развитии её карьеры. Ей принадлежит бутик в Майами, Флорида, где она проживает, названный по её имени — Амелия Вега и она намерена продолжать бизнес в этой области. Она сотрудничает с несколькими благотворительными фондами.

## Музыка
Первый сингл Амелии Pasa ООН Segundito был выпущен 26 апреля 2010. Она стала главным хитом латинских песен в течение двух дней. Её диск Agua Dulce был выпущен летом 2010 года.

## Личная жизнь
С 24 декабря 2011 года Амелия замужем за баскетболистом Элом Хорфордом (род. 1986). У супругов есть сын Ин Хорфорд Вега (род. 23.02.2015), и три дочери: Алия Хорфорд Вега (род. 28.11.2016) , Ава Хорфорд Вега (род. 11.07.2018), Нова Хорфорд Вега (род.15.01.2021).

## Фильмография
- Homie Spumoni (2006) …. Chanice (как Амелия Вега Поланко)
- Лост Сити (2005) …. Минерва Эрос